# Anomaluridae

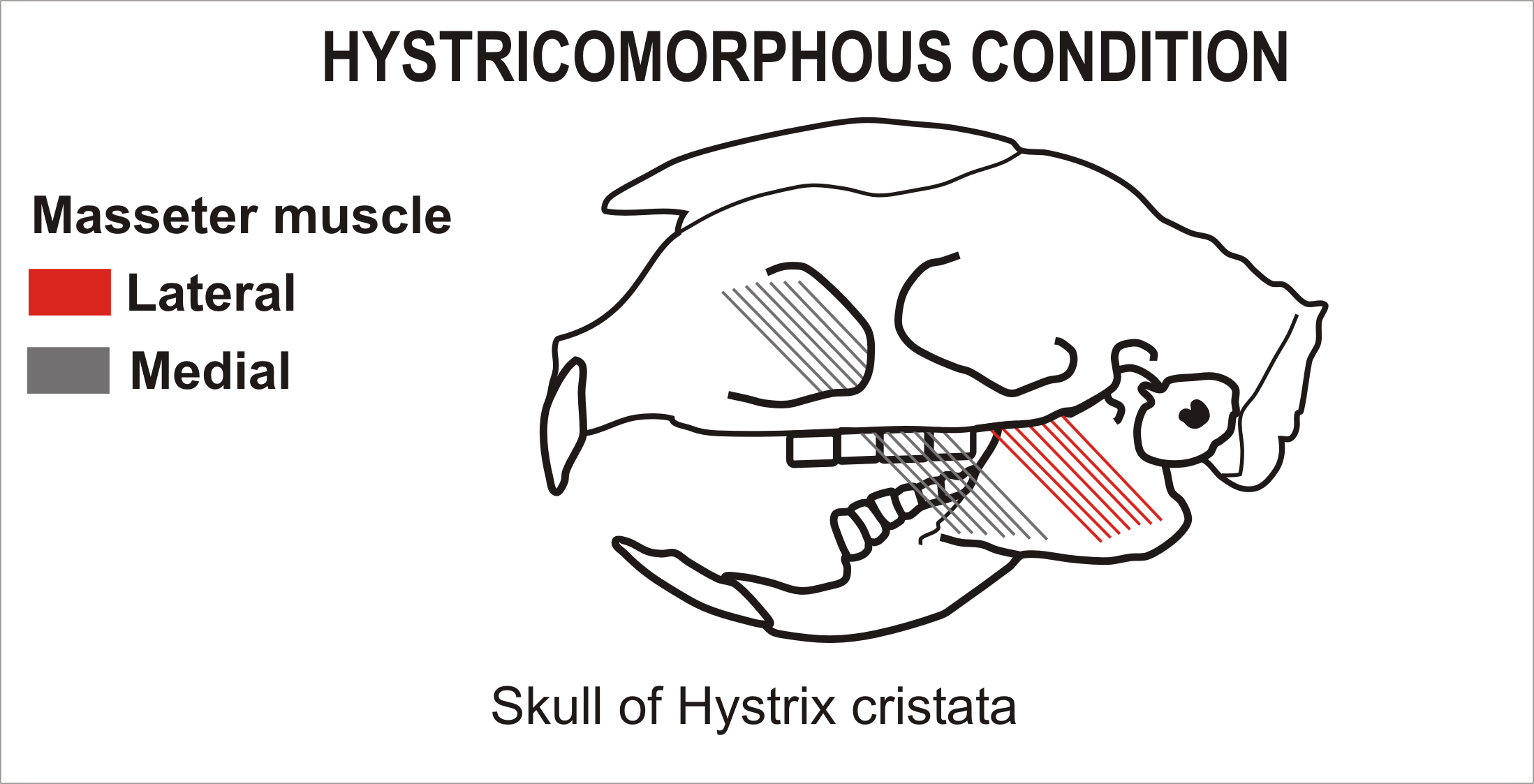
Fig.1

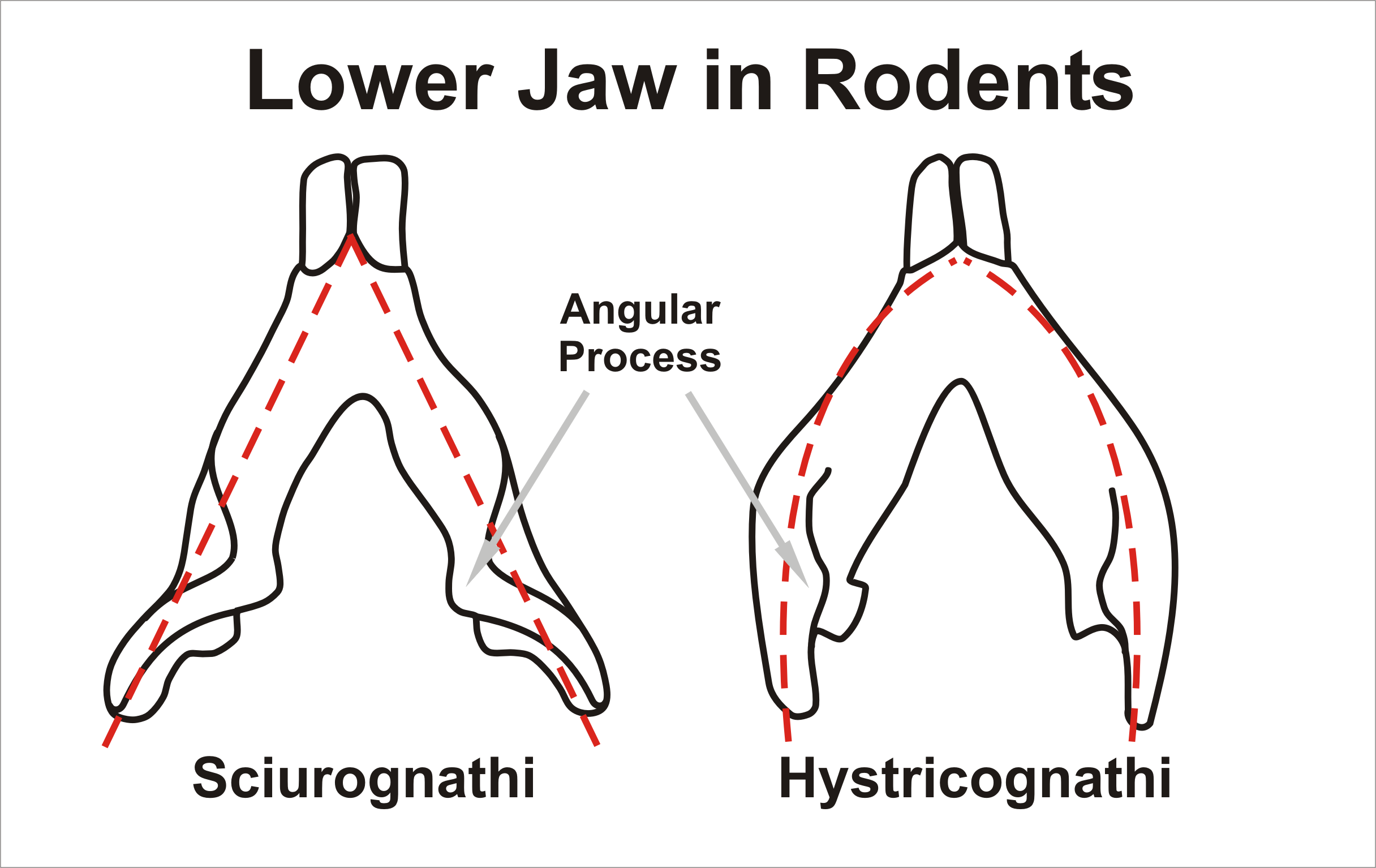
Fig.2

Gli Anomaluridi (Anomaluridae Gervais in d'Orbigny, 1849) sono una famiglia di roditori noti come anomaluri o scoiattoli volanti africani.

## Descrizione

### Dimensioni
Si tratta di roditori con la lunghezza della testa e del corpo tra 63 e 460 mm, la lunghezza della coda tra 83 e 450 mm e un peso fino a 1,4 kg.

### Caratteristiche ossee e dentarie
Il cranio è robusto e relativamente appiattito dorsalmente, curvandosi posteriormente verso le ossa occipitali. Il rostro è corto, talvolta sono presenti delle creste sopra-orbitali delicate. Le arcate zigomatiche sono lunghe e curvate verso l'esterno. La disposizione del muscolo massetere è tipicamente Istricognato (Fig.1), il foro infra-orbitale è grande e di forma ellittica. Sono assenti processi post-orbitali, i fori palatali anteriori sono corti e stretti mentre le bolle timpaniche sono relativamente grandi. La mandibola è di tipo Sciurognato (Fig.2). Gli incisivi anteriori sono lisci, ortodonti, ovvero con le punte dirette verso il basso e sono di colore arancione. I denti masticatori, un premolare e tre molari su ogni semi-arcata hanno una corona piatta e la superficie occlusale formata da creste trasversali ben sviluppate.

### Aspetto
L'aspetto è simile a quello di uno scoiattolo volante, con una testa grande e rotonda, il muso breve e gli occhi grandi e sporgenti. La caratteristica comune a tutte le specie è la presenza di due file di scaglie alla base ventrale della coda, la cui funzione è quella di fornire un ulteriore appiglio ai tronchi degli alberi durante gli spostamenti. Inoltre è presente, eccetto che nel genere Zenkerella, un patagio su ogni lato del corpo, teso tra l'arto superiore e quello inferiore e un altro che include la porzione basale della coda tra i due arti inferiori. Una proiezione cartilaginea situata sul gomito aiuta il sostentamento di questa membrana, la quale è completamente ripiegata e non visibile quando l'animale cammina o si arrampica. La pelliccia è lunga e molto soffice e riveste densamente tutto il corpo. Il colore delle parti dorsali variano notevolmente anche all'interno di ogni specie ma solitamente è una tinta di brunastro, mentre le parti ventrali sono più chiare o bianche. Le orecchie sono grandi, prive di peli e situate in alto sul capo. Sono presenti quattro dita sulle zampe anteriori e cinque sui piedi, ognuno munito di un artiglio robusto, affilato e ricurvo. La coda è più corta della testa e del corpo, è solitamente sottile alla base per poi allargarsi e divenire cespugliosa verso l'estremità. Le femmine hanno due paia di mammelle toraciche.

## Distribuzione ed Habitat
Si tratta di roditori arboricoli ampiamente diffusi nell'Africa subsahariana.

## Tassonomia
La famiglia comprende 3 generi:
- Sottofamiglia Anomalurinae
  - Anomalurus
- Sottofamiglia Zenkerellinae - Matschie, 1898
  - Idiurus
  - Zenkerella

## Evoluzione
Le sette specie viventi di Anomaluridi rappresentano vestigia specializzate di un antico gruppo di roditori unicamente africano che fu più diversificato ed abbondante nell'Oligocene. La diversità molto probabilmente si dissolse successivamente a causa dell'influenza di altre famiglie di roditori in competizione con essi, i quali invasero l'Africa dell'Eurasia nel Miocene o più tardi. Gli Anomaluridi si sono evoluti indipendentemente dagli equivalenti roditori volanti dell'Eurasia e delle Americhe e dai marsupiali volanti australiani. La loro sopravvivenza fino ad oggi sembra essersi basata sull'aver occupato una nicchia ecologica attraverso un modo unico e vincente di spostarsi nella volta forestale prima di qualsiasi altro roditore.